# National Geographic (ТВ канал)
 (транскр.  Нешонал џиографик) је америчка претплатничка телевизијска мрежа и главни канал који је у власништву National Geographic Partners, заједнички подухват компанија The Walt Disney Company (73%) и  Национално географско друштво (27%), којом управља Walt Disney Television.
Главни канал емитује нефиктивни телевизијски програм који продуцира National Geographic и друге продукцијске комапније. Као History and Discovery Channel, канал емитује документарне филмове у вези с природом, науком, културом и историјом уз ријалити и псеудонаучни забавни програм. Канал који се налази у истом власништву, Nat Geo Wild, који се фокусира на програм о животињама.